# اوزاکی یوکیئو
اوزاکی یوکیئو (به ژاپنی: 尾崎 行雄 Yukio Ozaki؛ زادهٔ ۲۴ دسامبر ۱۸۵۸ در ساگامیهارا، کاناگاوا – درگذشتهٔ ۶ اکتبر ۱۹۵۴ در شینجوکو-کو، توکیو) سیاستمدار لیبرال ژاپنی بود. اوزاکی به مدت ۶۳ سال (۱۸۹۰-۱۹۵۳) در مجلس نمایندگان ژاپن خدمت کرد. او هنوز هم در ژاپن به عنوان «خدای سیاست مبتنی بر قانون اساسی» و «پدر قانون اساسی ژاپن» مورد احترام است. او دومین شهردار توکیو بود. 
نه سال شهرداری او در توکیو، طولانی‌ترین دوره در بین تمام شهرداران این شهر است، دورانی که با منازعات سیاسی شدید و تغییرات کوتاه‌مدت مکرر همراه بود.